# 南海寄归内法传
《南海寄歸內法傳》是中國唐朝人義淨所撰的著作，武后永昌元年（689年）七月，義淨從室利佛逝（蘇門答臘島上的古國）返抵廣州，到光孝寺訪求法侶協助譯經，後與貞固等於十一月重返室利佛逝譯經，並寫成《南海寄歸內法傳》四卷及《大唐西域求法高僧傳》二卷等書。武周天授二年（691年）五月義淨遣大津返唐，攜回兩傳。是書著重介紹印度的僧伽制度和具體的戒條，顯示義淨對律部的關心。義淨於書內對所到之處記述甚詳，對於南海各國不論地名、地理環境等都能詳盡交代，故是書亦有助研究當時南海諸國歷史地理。